# Флоренс (округ, Вісконсин)
Шаблон:StateAbbr_ 45°51′ пн. ш. 88°24′ зх. д. / 45.85° пн. ш. 88.4° зх. д.
 Флоренс (англ. Florence County) — округ (графство) у штаті Вісконсин. Ідентифікатор округу 55037.

## Історія
Округ утворений 1882 року.

## Демографія
За даними перепису 
2000 року 
загальне населення округу становило 5088 осіб, усе населення категоризувалося як сільське.
Серед мешканців округу чоловіків було 2597, а жінок — 2491. В окрузі було 2133 домогосподарства, 1441 родин, які мешкали в 4239 будинках.
Середній розмір родини становив 2,87.
Віковий розподіл населення поданий у таблиці:
| Стать    | До 15 років | 15-21 | 22-29 | 30-39 | 40-49 | 50-65 | 65-85 | Понад 85 |
| -------- | ----------- | ----- | ----- | ----- | ----- | ----- | ----- | -------- |
| Чоловіки | 489         | 230   | 144   | 354   | 448   | 506   | 390   | 36       |
| Жінки    | 442         | 185   | 147   | 376   | 376   | 502   | 379   | 84       |

## Суміжні округи
- Айрон, Мічиган — північ
- Дікінсон, Мічиган — схід
- Марінетт — південний схід
- Форест — південний захід

## Виноски
1. ↑  U.S. Decennial Census. United States Census Bureau. Архів оригіналу за 26 квітня 2015. Процитовано 4 серпня 2015.
2. ↑  Historical Census Browser. University of Virginia Library. Архів оригіналу за 11 серпня 2012. Процитовано 4 серпня 2015.
3. ↑  Forstall, Richard L., ред. (27 березня 1995). Population of Counties by Decennial Census: 1900 to 1990. United States Census Bureau. Процитовано 4 серпня 2015.
4. ↑  Census 2000 PHC-T-4. Ranking Tables for Counties: 1990 and 2000 (PDF). United States Census Bureau. 2 квітня 2001. Процитовано 4 серпня 2015.
5. ↑  State & County QuickFacts. United States Census Bureau. Архів оригіналу за 6 червня 2011. Процитовано 18 січня 2014. [Архівовано 2011-06-06 у Wayback Machine.](англ.) Наведено за англійською вікіпедією.
6. ↑  American FactFinder. Бюро перепису населення США. Архів оригіналу за 26 лютого 2012. Процитовано 31 січня 2008. [Архівовано 2008-05-21 у Wayback Machine.]

| США | Це незавершена стаття з географії США. Ви можете допомогти проєкту, виправивши або дописавши її. |